# Estanque Ochavado
El Estanque Ochavado, también conocido como Estanque de las Campanillas o Fuente de las Campanillas, es un elemento paisajístico del Parque del Retiro, una de las principales zonas verdes de la ciudad española de Madrid. Fue realizado en la primera mitad del siglo XVII, en el contexto de las obras del Buen Retiro, un complejo palaciego promovido por el conde-duque de Olivares (1587-1645) para disfrute del rey Felipe IV (1605-1665), de quien era su valido. Junto con el Estanque Grande, es la única infraestructura hidráulica que se conserva de los primitivos jardines del palacio, origen del parque actual.

## Historia

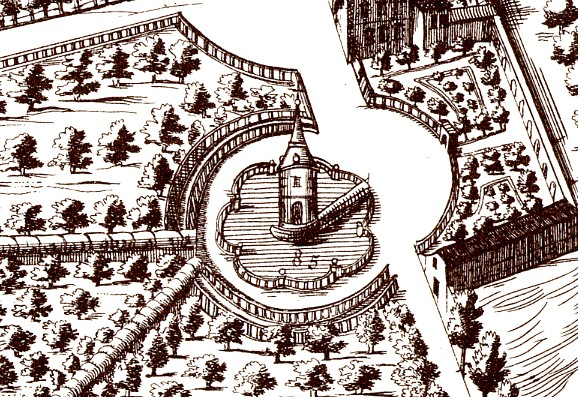
Detalle del Estanque Ochavado en el plano de Madrid (1656), de Pedro Teixeira. Museo de Historia de Madrid.

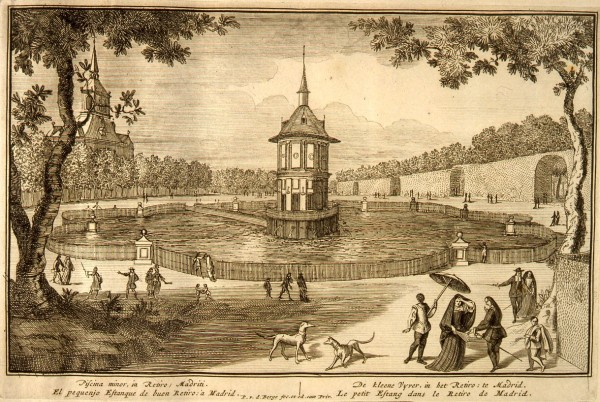
El estanque pequeño del Retiro. Madrid (1701), de Pieter van den Berge. Museo de Historia de Madrid.

Si bien se desconoce la fecha exacta en que fue levantado, se sabe que fue con posterioridad a 1633, cuando fue finalizado el cuerpo principal del Palacio del Buen Retiro y se comenzó a trabajar en los jardines circundantes. En cualquier caso, es anterior al Estanque Grande, que fue construido en dos fases (de 1634 a 1636 y de 1636 a 1638), aunque diferentes autores le atribuyen un origen renacentista.
Como ubicación fue elegida una plaza circular, situada en el extremo nordeste del Jardín Ochavado, llamado así por los ocho corredores en forma de estrella que lo recorrían y que estaban conformados por túneles de verdura (estructuras a modo de pasadizos recubiertas con vegetación). El estanque se encontraba a la salida de una de esas calles, como nexo entre el citado espacio y las ermitas de San Bruno y San Jerónimo. 
En contra de lo que pudiera pensarse, su topónimo no procede del jardín al que estaba anexado, sino de su singular planta polilobulada, formada por ocho lados iguales. En los siglos XVII y XVIII también recibía el nombre de Estanque Pequeño, en contraposición al Estanque Grande.
Pese a que fue concebido para el riego de las plantaciones ubicadas al oeste y sur del Real Sitio, enseguida fue habilitado como un elemento ornamental y recreativo. De ahí que se le incorporase una pequeña isla artificial, sobre la que se edificó un templete de planta octogonal, con una pasarela que facilitaba el acceso desde la orilla.
En el año 1716 el Jardín Ochavado fue sustituido por el actual Parterre, un recinto de gusto francés que Felipe V (1683-1743) encomendó al arquitecto René Carlier (?-1722). Al explanarse el terreno para rebajar la pendiente, el estanque quedó en una rasante superior, separado del nuevo jardín por un terraplén, sin ninguna relación compositiva con el mismo.
Durante la Guerra de la Independencia (1808-1814) el Buen Retiro sufrió daños de consideración, que, en lo que respecta al Estanque Ochavado, significaron la destrucción de su templete. En 1814 el arquitecto Isidro González Velázquez (1765-1840) inició la reconstrucción del Real Sitio, por encargo del rey Fernando VII (1784-1833). Para el estanque diseñó una estructura de inspiración chinesca, consistente en un gran mástil del que se desplegaban varios toldos, dispuestos con mecanismos sonoros, que se activaban con el viento y que explican el sobrenombre de Campanillas, todavía en uso.
El citado ornato fue derribado por el tornado de Madrid de 1886 y sustituido en 1911 por una gruta de rocalla con surtidores, dentro de una actuación dirigida a la adecuación del estanque como fuente y que supuso la eliminación de la pasarela que conducía hasta la isla. En 2010 se procedió a la excavación arqueológica de todo el conjunto y a su posterior restauración, lo que permitió documentar sus tres periodos constructivos (siglos XVII, XIX y XX).

## Descripción
La planta del estanque está configurada por ocho lóbulos iguales y un pequeño tramo recto, donde antaño arrancaba el puentecillo que conducía a la isla central. En los puntos donde se unen los lados se elevan pilares de piedra (hay diez en total), labrados con motivos geométricos y originalmente coronados con bolas. Estos pedestales sirven de soporte a una barandilla de hierro que recorre todo el conjunto, a través de un perímetro de 80 metros de largo. La altura de la verja es de 1,05 metros.
En sus orígenes el estanque tenía una capacidad de almacenamiento de 300 m³ (300 000 litros), pero, tras la reforma de 1911, esta se redujo considerablemente, al rellenarse el vaso para reducir su fondo. Estas obras no afectaron a los mascarones con surtidores que decoran el vaso, todos ellos del siglo XVII, y que están situados en las bases de los pilares.
En relación con la isla, su aspecto actual es resultado de la citada intervención. Está formada por un cuadrilátero irregular, sobre el que se asienta una composición de rocalla, de la que manan, a modo de cascada, varios surtidores. Sumando los caños de la rocalla, los mascarones y otros de carácter secundario, se contabilizan más de veinte.